# Pál Vastagh
Pál Vastagh (* 23. September 1946 in Nagyszénás, Komitat Békés) ist ein ungarischer Rechtswissenschaftler, Hochschullehrer und Politiker der Ungarischen Sozialistischen Arbeiterpartei MSZMP (Magyar Szocialista Munkáspárt) sowie der Ungarischen Sozialistischen Partei MSZP (Magyar Szocialista Párt), der unter anderem zwischen 1994 und 1998 Justizminister sowie von 2006 bis 2010 Botschafter in Kanada war.

## Leben

### Studium und Hochschullehrer
Der aus einer Bauernfamilie stammende Vastagh begann nach seinem Schulbesuch in Orosháza und Békéscsaba 1965 eine Ausbildung am Technischen Zentrum für Konservierungsmittel und Fleischwirtschaft in Szeged. Anschließend absolvierte er ein Studium der Rechtswissenschaften an der Attila József-Universität Szeged und erwarb dort 1971 einen Doktor der Rechte. 1966 trat er als Mitglied der Ungarischen Sozialistischen Arbeiterpartei MSZMP (Magyar Szocialista Munkáspárt) bei.
Anschließend wurde er 1971 Sekretär der Ungarischen Kommunistischen Jugendliga KISZ (Magyar Kommunista Ifjúsági Szövetség) an der Universität Szeged (SZTE), ehe er dort im Herbst 1973 Assistenzprofessor für Rechtstheorie wurde. Gleichzeitig war Mitglied des Vorstandes von KISZ im Komitat Csongrád sowie Mitglied des Zentralausschusses und Präsident des Fakultätsrates der juristischen Fakultät der SZTE.
Vastagh, der zwischen 1976 und 1981 Mitglied des Exekutivkomitees des Zentralrates von KISZ sowie zeitgleich Organisationssekretär des Wissenschaftlichen Ausschusses der Universität Szeged war, wurde 1977 außerplanmäßiger Professor an der SZTE. Darüber hinaus war er von 1983 bis 1986 Aspirant der Akademie der Sozialwissenschaften der KPdSU in Moskau. Später war er zwischen dem 1. Juli 1988 und dem 1. Februar 1989 Dekan der Juristischen Fakultät der Universität Szeged.

### Politbüromitglied der MSZMP und Landesparteisekretär der MSZP
Am 11. Dezember 1988 wurde Vastagh zum Ersten Sekretär der MSZMP im Komitat Csongrád gewählt. Wenige Monate später erfolgte am 12. April 1989 seine Wahl zum Mitglied des Zentralkomitees (ZK) der MSZMP sowie am darauf folgenden 13. April 1989 zum Mitglied des Politbüros des ZK, dem obersten Führungsgremium der MSZMP. Als solcher wirkte er auch bei der Neuorganisation der Partei und der Bildung des Politischen Exekutivkomitees mit.
Auf dem Gründungskongress am 9. Oktober 1989 der aus der MSZMP hervorgegangenen Ungarischen Sozialistischen Partei MSZP wurde er zum Mitglied des Parteipräsidiums gewählt und fungierte vom 1. November 1989 bis zum 1. September 1990 als Landesparteisekretär der MSZP.
Danach nahm Vastagh 1990 wieder seine Lehrtätigkeit als außerplanmäßiger Professor für Rechtstheorie an der Universität Szeged wieder auf. Daneben war er Professor an der Fachhochschule für Wirtschaft in Budapest, Gastdozent an der juristischen Fakultät der Eötvös-Loránd-Universität (ELTE) sowie Medieninstitut von Budapest.

### Parlamentsabgeordneter, Justizminister und Mitglied des Europaparlaments
Vastagh, der am 2. Mai 1990 als Kandidat der MSZP erstmals als Abgeordneter in das Parlament (Országgyűlés) gewählt wurde und diesem bis zum 1. Oktober 2006 angehörte, wurde von Ministerpräsident Gyula Horn am 15. Juli 1994 zum Justizminister (Igazságügy-Miniszter) in dessen Kabinett berufen. Er gehörte dieser Koalition aus MSZP und Bund Freier Demokraten SZDSZ (Szabad Demokraták Szövetsége) bis zum Ende von Horns Amtszeit am 8. Juni 1998 an. Im Anschluss war er von September 1998 bis Dezember 2000 Vize-Vorsitzender der MSZP-Fraktion im Parlament.
Vom 18. April 2003 bis zum 19. Juli 2004 war er außerdem Mitglied des Europäischen Parlaments und gehörte dort als Mitglied der Fraktion der Sozialdemokratischen Partei Europas an. Während dieser Zeit war er vom 3. Mai bis 19. Juli 2004 Mitglied im Ausschuss für konstitutionelle Fragen.
Im Oktober 2006 verzichtete Vastagh auf sein Parlamentsmandat, nachdem er zuvor seine Akkreditierung als Botschafter in Kanada erhielt. Diesen Posten bekleidete er bis 2010.
Seit 2010 ist Vastagh Rektor der 1995 gegründeten Hochschule für Management (Általános Vállalkozási Főiskola) in Budapest.